# Lijst van Nederlandse namen van Romeinse keizers
Dit is een lijst van Nederlandse namen van Romeinse keizers. Afgezien van Constantijn zijn ze in de negentiende of op zijn laatst in de vroege twintigste eeuw in onbruik geraakt. Op het onderstaande overzicht zijn alleen daadwerkelijk aangetroffen namen vermeld, geen "theoretische" vernederlandsingen.
| Latijnse naam   | Nederlandse naam    |
| --------------- | ------------------- |
| Anastasius      | Anastaas            |
| Antoninus       | Antonijn            |
| Aurelianus      | Aureliaan           |
| Carinus         | Carijn              |
| Constantinus    | Constantijn         |
| Domitianus      | Domitiaan           |
| Florianus       | Floriaan            |
| Gordianus       | Gordiaan            |
| Gratianus       | Gratiaan            |
| Hadrianus       | Hadriaan            |
| Johannes        | Jan                 |
| Jovianus        | Joviaan             |
| Julianus        | Juliaan             |
| Justinianus     | Justiniaan          |
| Justinus        | Justijn             |
| Macrinus        | Macrijn             |
| Marcianus       | Marciaan            |
| Mauricius       | Maurits             |
| Maximianus      | Maximiaan           |
| Maximinus       | Maximijn            |
| Nicephorus      | Nicefoor            |
| Octavianus      | Octaviaan           |
| Philippus Arabs | Filippus de Arabier |
| Romanus         | Romaan              |
| Saturninus      | Saturnijn           |
| Theodosius      | Theodoos            |
| Tiberius        | Tibeer              |
| Trajanus        | Trajaan             |
| Valentinianus   | Valentiniaan        |
| Valerianus      | Valeriaan           |
| Vespasianus     | Vespasiaan          |
| Victorinus      | Victorijn           |
| Vitellius       | Vitel               |